# Lointain
Pour les articles homonymes, voir Arrière-plan.
Le lointain est un plan situé à une grande distance.
Les termes arrière-plan ou fond sont aussi utilisés pour parler de la composition d'une image, notamment dans la peinture et la photographie.

## Au théâtre
Dans le vocabulaire théâtral le lointain représente l'arrière de la scène, la partie du plateau la plus éloignée du public.
Le terme s'oppose ainsi au devant de la scène, la « face ».

## En peinture
Dans la peinture ou le dessin, les lointains représentent les lieux, objets et personnages les plus éloignés.
Au 19e siècle, les panoramistes furent confrontés à une problématique. Par souci de réalisme, un panorama doit être peint en respectant la hiérarchisation des détails visuels et les règles de la peinture réaliste afin d'être le plus immersif possible. Cependant, avec cette méthode, des repères emblématiques (monuments, bâtiments importants, etc.) peuvent être réduits à des détails de l’arrière-plan notamment à cause de la technique picturale de la perspective atmosphérique. Une des solutions trouvées fut de peindre les lointains avec une précision extrême.